# فرناندو مونير
فرناندو مونير (بالإسبانية: Fernando Moner)‏ (30 ديسمبر 1967 في مرسيدس، مقاطعة بوينس آيرس في الأرجنتين – )؛ هو لاعب كرة قدم سابق كان يلعب كمدافع.

## وصلات خارجية
- فرناندو مونير على موقع رابطة كرة القدم اليابانية للمحترفين (اليابانية)
- فرناندو مونير على موقع قاعدة بيانات كرة القدم.إي يو (الإنجليزية)
- فرناندو مونير على موقع عالم كرة القدم.نت (الإنجليزية)